# 西日本技術開発
西日本技術開発株式会社（にしにほんぎじゅつかいはつ）は、福岡県福岡市中央区渡辺通に本社を置く九州を基盤とする総合建設コンサルタント会社。九州電力の子会社。

## 概要
海外でも事業を展開しており、特に地熱発電事業は世界屈指のコンサルタント技術を有している。海外ではWEST JEC(West Japan Engineering Consultants Inc.)として知られている。

## 沿革
- 1967年2月1日　創業
- 2001年11月12日　ISO 9001全社認証取得。
- 2005年3月31日　ISO 14001全社認証取得。